# Онегин, Евгений Евгеньевич
Евгений Евгеньевич Онегин (17 июля 1932, Кострома, Ивановская Промышленная область — 22 ноября 2002) — советский учёный в области электронной техники. Член-корреспондент Национальной академии наук Беларуси (1986 г.), доктор технических наук (1982 г.), профессор (1989 г.).

## Биография
Родился в 1932 году в Костроме. Член КПСС.
Окончил Белорусский политехнический институт (1955). С 1956 года — ведущий конструктор Минского завода автоматических линий. С 1963 г. — ведущий конструктор, начальник отдела, главный инженер, заместитель начальника Конструкторского бюро точной электронной техники (КБТЭМ) Министерства электронной промышленности СССР (г. Минск). С 1971 г. — заместитель генерального директора по научной работе НПП «Планар», главный инженер КБТЭМ, с 1974 г. — генеральный директор НПО «Планар», руководитель КБТЭМ.
Исследования в области теории проектирования прецизионного технологического оборудования для производства больших и сверхбольших интегральных схем, принципов его построения и технологии изготовления. Разработаны новые физико-технологические принципы построения оптико-механического и сборочного оборудования при производстве изделий микроэлектроники и инструменты для их реализации.
Автор около 100 научных работ, в том числе 2 монографий, 46 изобретений.
Государственная премия СССР 1973 г. за разработку и внедрение в серийное производство высокочастотных транзисторов серии КТ-315.
Делегат XXVII съезда КПСС.
Умер в Минске в 2002 году.